# Station Bydgoszcz Fordon
Station Bydgoszcz Fordon is een spoorwegstation in de Poolse stad Bydgoszcz.